# 広徳 (大理)
広徳（こうとく）は、中国の大理国の段思聡の時代に使用された元号。
年代不詳 - 967年。